# The Zulu's Heart
The Zulu's Heart é um filme mudo estadunidense de curta metragem, do gênero dramático, lançado em 1908, escrito e dirigido por D. W. Griffith.

## Elenco
- Charles Inslee
- George Gebhardt
- Harry Solter
- Florence Lawrence
- Gladys Egan
- John R. Cumpson
- Arthur V. Johnson
- W. Chrystie Miller
- Alfred Paget
- Mack Sennett